# Сара Форбс Бонетта
Сара Форбс Бонетта (англ. Sara Forbes Bonetta), також відома як Селлі Форбс Бонетта (англ. Sally Forbes Bonetta) (уроджена Айна або Іна; 1843 — 15 серпня 1880) — вихованка та хресна дочка королеви Великої Британії Вікторії. Вважалася приналежною до клану егбадо народу йоруба у Західній Африці, що осиротіла під час війни племені з Дагомеєю і пізніше була взята в рабство ахосу (володарем) Гезо. Вона була віддана як «подарунок» капітану Королівського флоту Фредеріку Е. Форбсу і стала хресною дочкою королеви Вікторії. Одружилася з капітаном Джеймсом Пінсоном Лабуло Дейвісом — заможним лагоським меценатом.

## Ранні роки

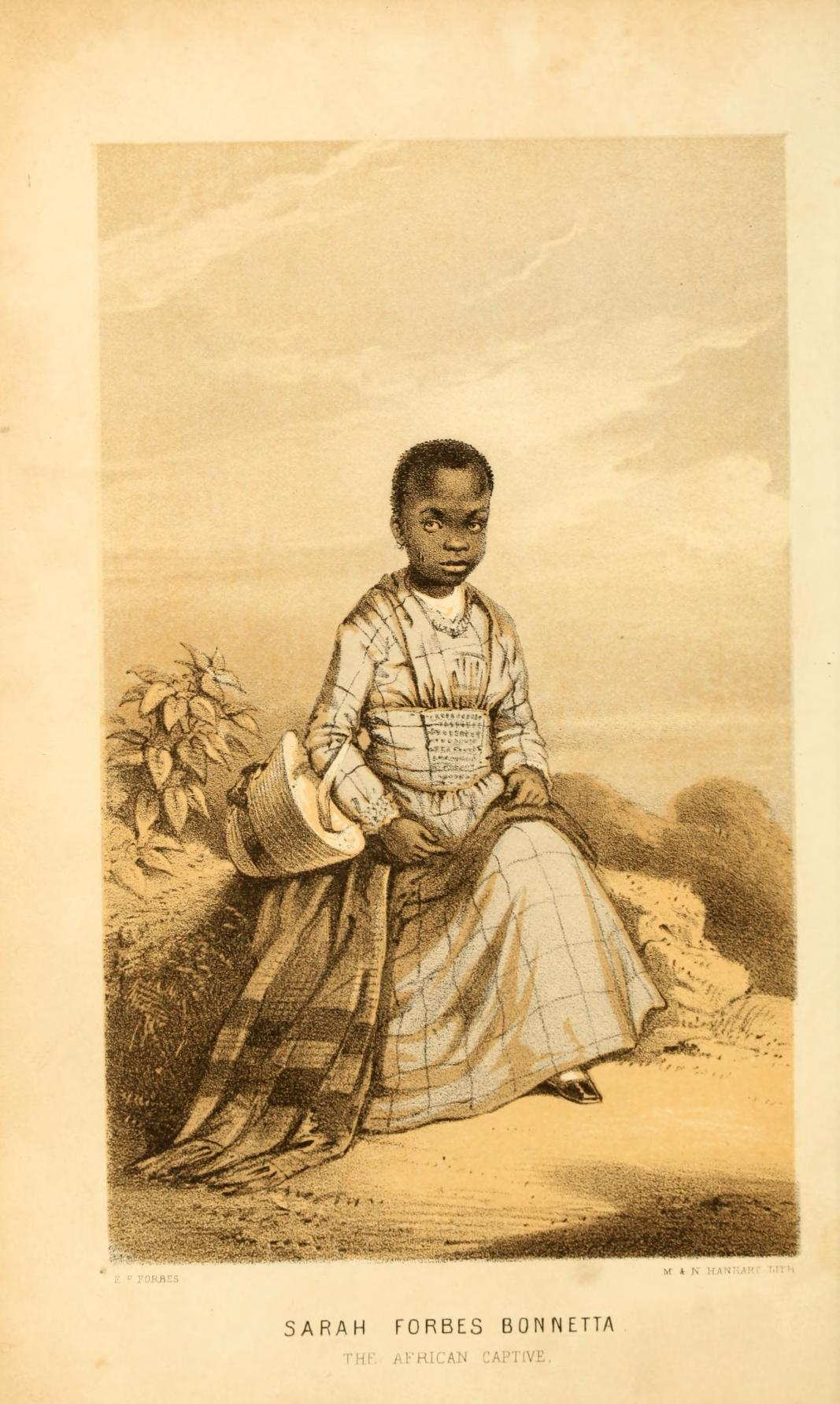
Сара Форбс Бонетта у 1851 році. Із книжки капітана Фредеріка Е. Форбса

При народженні названа Айна або Іна, народилася у 1843 році в Оке-Одані, селі у Західній Африці, заселеному народом йоруба, що нещодавно здобув незалежність після розпаду імперії Ойо. Держава Дагомея була раніше підкорена імперією Ойо, тож вона була споконвічним ворогом народу йоруба. Ойо та Дагомея розпочали війну у 1823 році після того, як новий правитель останньої, ахосу Гезо, відмовився виплачувати Ойо данину. Під час війни імперія Ойо була ослаблена і знищена ісламськими джихадистами із халіфату Сокото. Імперія Ойо почала розпадатися у 1830-х роках, фрагментуючи Йорубаланд на кілька різних маленьких держав. Військо Дагомеї почало просуватися до беззахисної території Егбадо, яка колись належала Ойо, захоплюючи людей із цих земель у рабство.
1848 року Оке-Одан зазнало вторгнення і було захоплене військом Дагомеї. Батьки Айни були вбиті, а інші жителі поселення або також померли, або були залучені до трансатлантичної работоргівлі. Айна потрапила до двору правителя Гезо як малолітня рабиня. Дагомея була потужною західноафриканською силою, яка отримувала великі прибутки від работоргівлі. Після скасування Британією рабства Гезо боровся проти спроб обмежити експорт рабів із Дагомеї. Історик Африки Мартінес Мередіт цитує слова Гезо британцям: «Рабство є правлячим принципом моїх людей. Це джерело їхніх слави та заможності. Їхні пісні святкують їхні перемоги, а мати колисає дитину з нотками тріумфу над переможеним ворогом, оберненим у рабство».

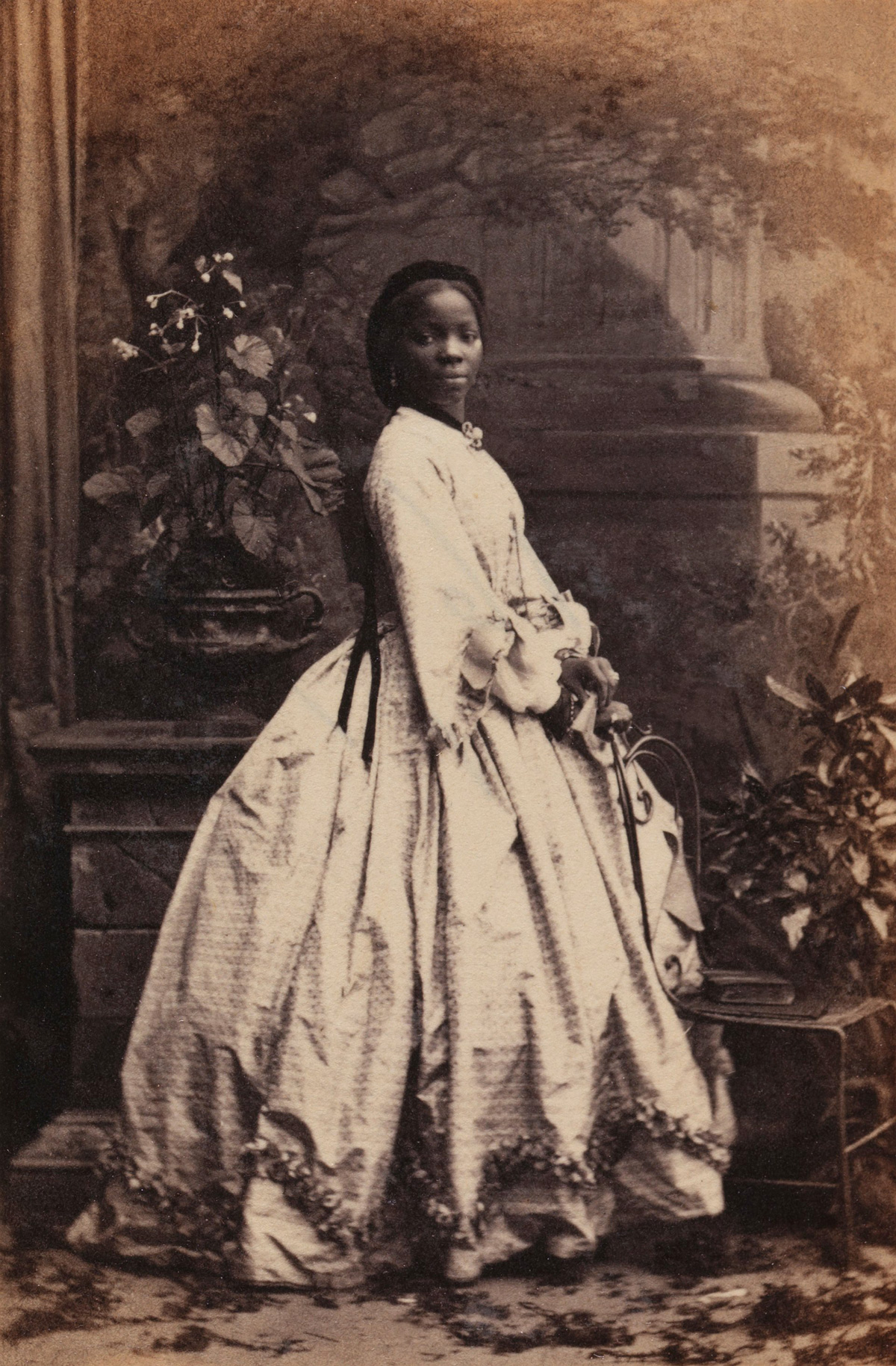
Сара у 1862 році

У липні 1850 року капітан Королівського флоту Фредерік Е. Форбс прибув до Західної Африки на чолі британської дипломатичної місії, де він безуспішно намагався вмовити правителя Дагомеї відмовитися від участі у трансатлантичній работоргівлі. Як зазвичай, Гезо та капітан Форбс обмінялися подарунками один з одним. Гезо запропонував Форбсу підставку для ніг, багату сільську тканину, діжку рому, десять голів раковин каурі та стілець кабоцера. Гезо також запропонував йому Айну, яка мала стати подарунком для королеви Вікторії. Форбс вважав, що Айна була взята в рабство два роки тому. Хоча її справжнє походження є невідомим, Форбс зробив висновок, що Айна могла походити з вищого стану, обґрунтовуючи це тим, що вона не була із самого початку продана європейським работорговцям. Описуючи Айну в своєму журналі, він писав: «одним із заручників цього жахливого полювання на рабів була ця цікава дівчина. Зазвичай найкращих народжених зберігають для вищих велінь королівської влади та жертвоприношень на могилах померлих дворян…».
Дагомея була сумнозвісна для європейців тим, що масово страчувала своїх полонених під час ритуалів жертвоприношення у рамках дагомейських щорічних звичаїв. Форбс знав про можливу смертельну долю Айни у Дагомеї, і, як він написав у своєму журналі, відмова прийняти Айну «могла б означати підписання її смертного вироку, який, можливо, був би виконаний негайно». Капітан Форбс прийняв Айну від імені королеви Вікторії і повернувся до Великої Британії.
Капітан Форбс назвав її Сарою Форбс Бонеттою на честь себе та свого корабля HMS Bonetta. Спочатку Форбс мав намір виховувати її сам. Проте королева Вікторія була вражена «винятковим інтелектом» молодої принцеси і ввела її до британського середнього класу, давши їй скорочене ім'я Селлі та ставши її хресною матір'ю. 1851 року у Сари почався хронічний кашель через клімат Британії. Її опікуни відправили її до школи в Африці у травні того ж року, коли їй було 8 років. Вона почала навчатися у Меморіальній школі Енні Волш у Фрітауні, Сьєрра-Леоне. Школа була заснована у січні 1849 року Церковним місіонерським товариством як інституція для молодих жінок та дівчат, що були родичками хлопців — учнів Граматичної школи Сьєрра-Леоне, створеної у 1845 році. У шкільному реєстрі її ім'я згадується лише як Селлі Бонетта (Sally Bonetta), учениця номер 24 із червня 1851 року, що була вихованкою королеви Вікторії. Вона повернулася до Англії в 1855 році, коли їй було дванадцять. Догляд за нею доручили превелебному Фредеріку Шону та його дружині, які проживали у Palm Cottage на Кентербері-стріт у Джилінгемі. Будинок зберігся. У січні 1862 року Сара була запрошена на весілля дочки королеви Вікторії — принцеси Аліси.

## Шлюб та діти

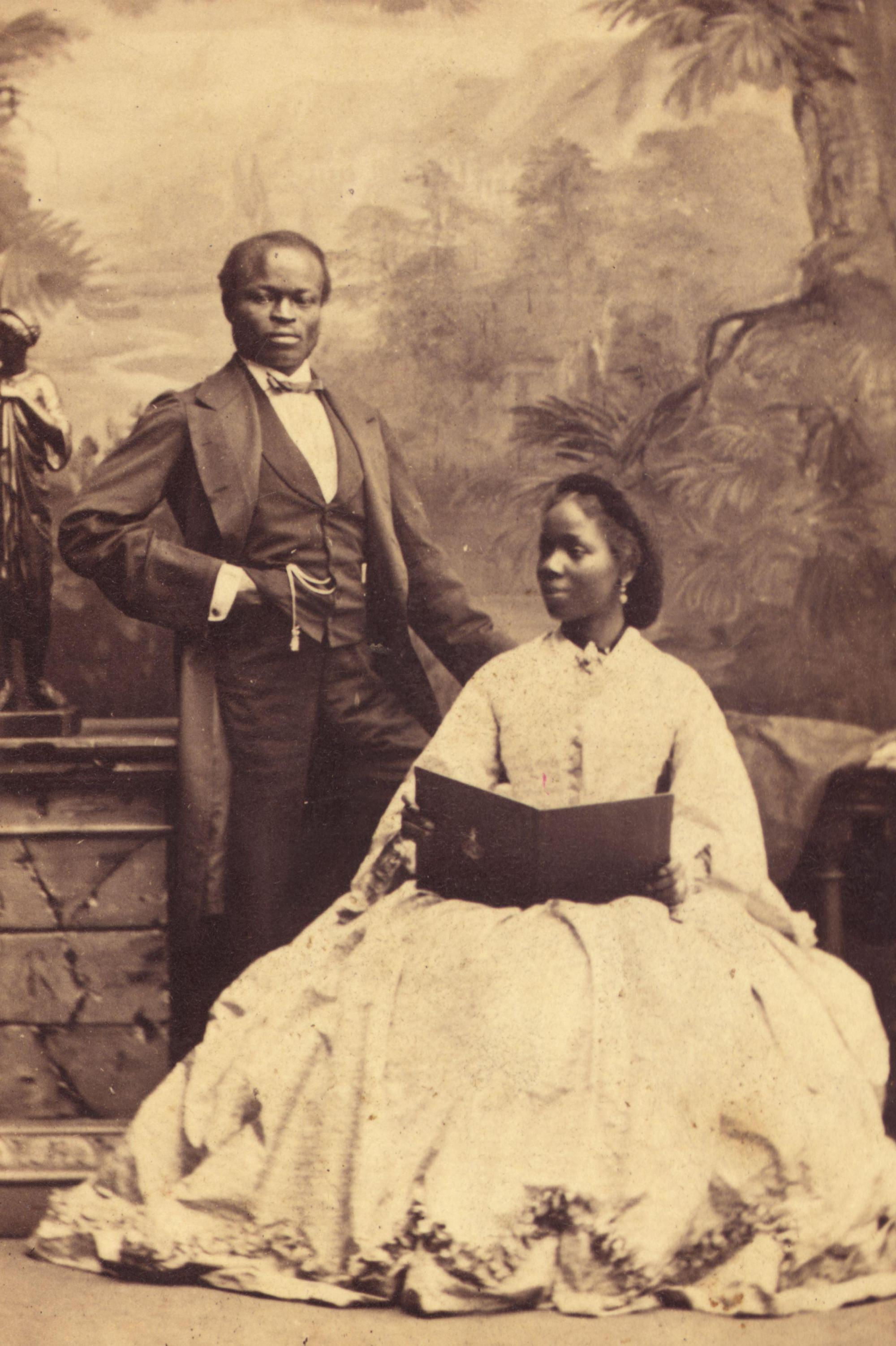
Сара Форбс Бонетта із чоловіком у Лондоні в 1862 році

Пізніше за наказом королеви Вікторії Сара одружилася із капітаном Королівського флоту Джеймсом Пінсоном Лабуло Дейвісом у церкві святого Миколая у Брайтоні, Східний Сассекс, в серпні 1862 року після періоду, прожитого у місті для підготовки до весілля. Під час подальшого життя у Брайтоні Сара мешкала на 17 Кліфтон-гілл у районі Монпельє.
Капітан Дейвіс був бізнесменом, що походив із народу йоруба і мав значні статки. Після весілля подружжя повернулася до рідної Африки, де мало трьох дітей: Вікторію (1863), Артура (1871) та Стеллу (1873). Сара Форбс Бонетта продовжувала підтримувати настільки близькі стосунки із королевою Вікторією, що вони з єпископом Самуелем Аджаї Кроутером були єдиними корінними мешканцями Африки, які були евакуйовані Королівським флотом у зв'язку із повстанням у Лагосі. Вікторія Матильда Дейвіс, перша дочка Сари, була названа на честь королеви Вікторії, яка також була її хресною матір'ю. Вона одружилася із успішним лагоським лікарем Джоном Рандлом, ставши мачухою його сина — пізніше нігерійського бізнесмена та Джозефа Косоніоли Рандла. Друга дочка Бонетти, Стелла, та Герберт Маколей, онук Самуеля Аджаї Кроутера, мали дочку Сару Ебігейл Ідову Маколей Ададевог, названу на честь бабусі за матір'ю Сари та бабусі за батьком Ебігейл. Нащадком Сари був нігерійський лікар Амейо Ададевог, що займався вірусом еболи. Багато нащадків Сари нині проживають у Великій Британії та Сьєрра-Леоне; окрема гілка, родина Рандлів із Лагоса, залишається помітною у сучасній Нігерії.

## Смерть та спадок

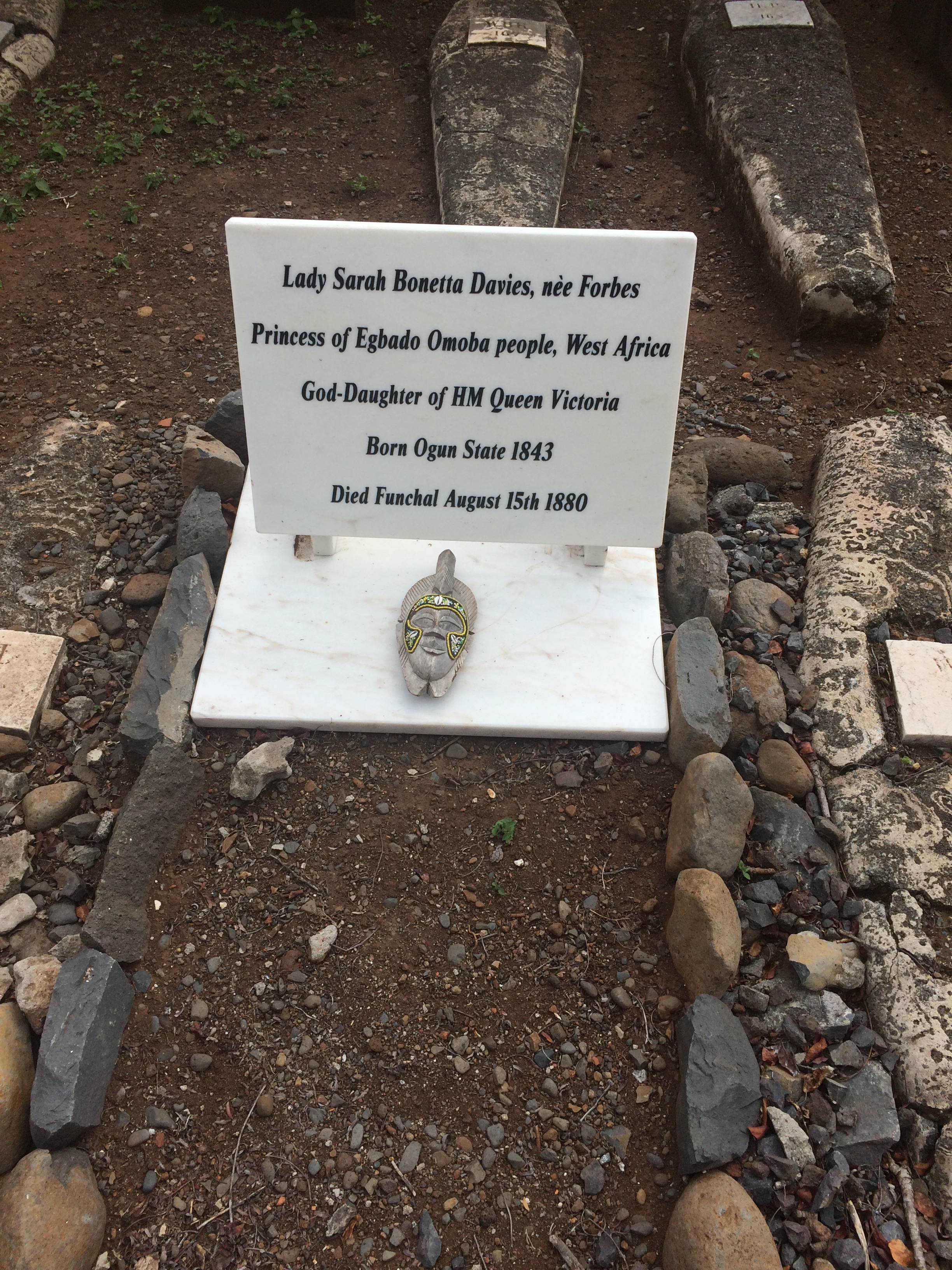
Надгробна плита Сари Форбс Бонетти

Сара Форбс Бонетта померла від туберкульозу 15 серпня 1880 року у місті Фуншал, столиці острова Мадейра — португальського острова в Атлантичному океані. На її честь її чоловік звів гранітний пам'ятник-обеліск висотою понад 8 футів в Ійоні на заході Лагоса, де вона започаткувала какао-ферму. Напис на обеліску:
|  | НА ЗГАДКУ ПРО ПРИНЦЕСУ САРУ ФОРБС БОНЕТТУ, ДРУЖИНУ ПОЧЕСНОГО ДЖ.П.Л. ДЕЙВІСА, ЩО ПОКИНУЛА ЦЕЙ СВІТ НА ОСТРОВІ МАДЕЙРА 15 СЕРПНЯ 1880 РОКУ У ВІЦІ 37 РОКІВ |

IN MEMORY OF PRINCESS SARAH FORBES BONETTA
WIFE OF THE HON J.P.L. DAVIES WHO DEPARTED THIS LIFE AT MADEIRA AUGUST 15TH 1880
AGED 37 YEARS
Її могила має номер 206 на Британському кладовищі у Фуншалі поблизу англіканської церкви Святої Трійці.
Табличка з ім'ям Форбс Бонетти була покладена у Palm Cottage у 2016 році в рамках телевізійного серіалу «Чорне і британське: забута історія».
Новозамовлений портрет Форбс Бонетти від художниці Ханни Узор був представлений у Осборн-гауз на острові Вайт у жовтні 2020 року у рамках зусиль English Heritage відновити пам'ять про вплив темношкірих людей на історію Англії.
Форбс Бонетту зіграла Заріс-Ангел Гатор у серіалі «Вікторія» 2017 року.
Життя Форбс Бонетти лягло в основу новели «Розрив ланцюга Маафа» Анні Домінго, опублікованої у 2021 році.